# التصريف القديم للأسماء الهولندية
لا يوجد في اللغة الهولندية في شكلها الحديث حالات نحوية، و ليس للأسماء إلا صيغ المفرد والجمع. ولا يزال العديد من بقايا التصريف القديم باقي في اللغة الهولندية، ولكن غير فعال. الاستثناء الوحيد هو حالة المضاف إليه، والذي يحتفظ ببعض النشاط في اللغة. على الرغم من أن النظام في اللغة المحكية ربما في حالة انهيار منذ وقت مبكر من القرن ال16، إلا أن بعض الحالات لا يزال منصوص عليها في معايير الكتابة التي تعود لعام 1946 /1947. وهذه المقالة توضح النظام قيد الاستخدام حتى ذلك الحين. للحصول على وصف كامل لقواعد اللغة الهولندية الحديثة، انظر قواعد اللغة الهولندية. انظر أيضاً تاريخ الإملاء الهولندي.

## فهرست
- Johann Franz Ahn, (1796–1865) Elements of Dutch grammar, after Dr. Ahn's method (The Hague, Nijhoff, 1871)
- W. Bilderdijk, Nederlandsche spraakleer (The Hague, 1826)
- W.G. Brill, Nederlandsche spraakleer. Deel I. Klankleer, woordvorming, aard en verbuiging der woorden (4th edition, Leiden, 1871)
- J.M. Hoogvliet Elements of Dutch grammar, 4th edition (The Hague, Nijhoff, 1908) Here it is already stated the declension is archaic in nature.